# Goetheweg (Trattenbach)
Der Goetheweg ist ein Themenwanderweg durch das Trattenbachtal im Pinzgau (Land Salzburg, Österreich) mit Stationen der goetheschen Farblehre.

## Verlauf
Der Wanderweg im Trattenbachtal zwischen Wald im Pinzgau und Neukirchen am Großvenediger ist für Kinder und Eltern geeignet. Der Weg beginnt beim Gasthof Rechtegg, von wo Wanderer das Panorama auf die mächtigen Berge der Hohen Tauern genießen können. Weiter folgt er dem Ziehweg und wechselt beim Talkesselanfang (⊙) auf die westliche Seite der Trattenbaches. Es besteht die Möglichkeit zur Trattenbachalm oder weiter zum geschützten Landschaftsteil „Hinteres Filzenschartenmoos“ zu wandern. Der Goetheweg mit einer Streckenlänge von gut 6 km ist als leichte Wanderung eingestuft.

## Stationen
Bei den sieben Stationen am Goetheweg beschäftigen sich die Kinder mit der „Metamorphose der Pflanze“ sowie mit „Goethes Farbenlehre“. Darüber hinaus umfasst der Weg Stationen, die sich auch mit der Geologie, der Kulturlandschaft und den verschiedenen alpinen Lebensräumen befassen. Die Tafeln des Lehrpfades wurden vom Künstler Christian Hitsch gestaltet.
Die Titel der Stationen lauten:
- Der geologische Aufbau – Basis der Landschaft und Hort großer Schätze
- Der Fischpass – Den Bach als durchgängige Lebensader erhalten
- Das Krafthaus – Künstlerischer Ausdruck des Energieerzeugungsprozesses
- Kulturlandschaft – Vergewaltigung der Natur oder harmonisches Miteinander
- Hinteres Filzenschartenmoos – Ein Naturkleinod im Oberpinzgau
- Karges Moor – Überlebenskunst und schlichte Schönheit
- Bauen und Energieversorgung – Eine besondere Herausforderung im Gebirge